# Heringen (westfälisches Adelsgeschlecht)

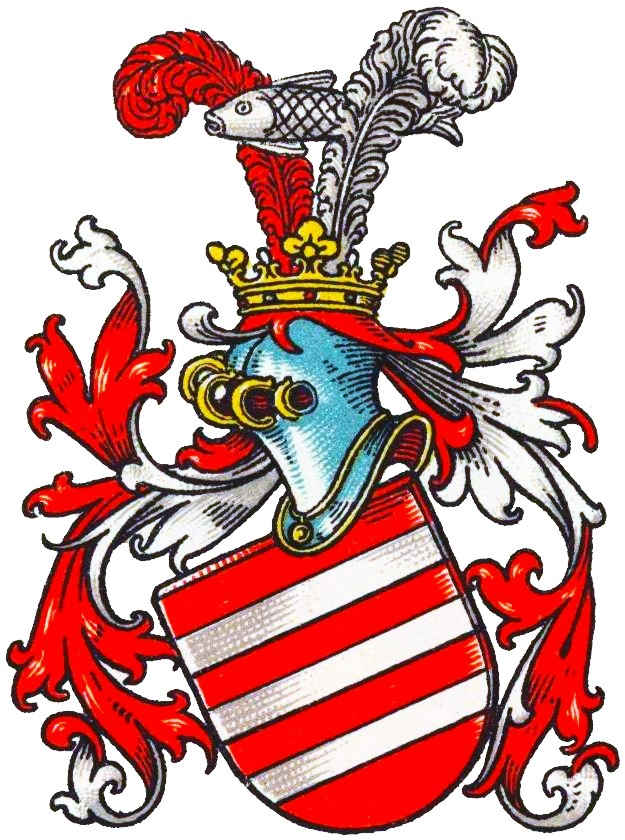
Wappen derer von Heringen im Wappenbuch des Westfälischen Adels

Heringen (auch Herringen, Hering o. ä.) ist der Name eines erloschenen westfälischen Adelsgeschlechts, das später auch im Baltikum ansässig war.
Die Familie ist von dem thüringisch-hessischen Adelsgeschlecht Heringen, dem mansfeldisch-querfurtischen Adelsgeschlecht Heringen, dem hennebergisch-thüringischen Adelsgeschlecht Heringen und den westfälischen Hering zu unterscheiden.

## Geschichte
Das Geschlecht stammt aus dem namensgebenden Nordherringen, heute ein Ortsteil der Stadt Hamm. Bereits 1150 erscheint ein Milo de Herringen als Ministeriale des Grafen von Tecklenburg. Vom Ende des 13. bis in das 15. Jahrhundert hinein erscheint das Geschlecht als Patrizier in Soest. Dort tritt es erstmals 1293 mit Henricus de Heringhen gleich in Ratsstellung auf, ebenso wie ein Richard von Heringen 1298. Im 14. Jahrhundert ist die Familie dann mit mindestens vier Angehörigen im Rat belegbar, weitere im 15. Jahrhundert. Wichmann von Heringen war Soester Bürgermeister von 1378 bis 1380. Besitz hatte die Familie vor allem aus der Hand des Kölner Erzbischofs, u. a. den Oberhof Gelmen und den Zehnten zu Belecke. In Westfalen scheint die Familie um 1450 erloschen zu sein.
In Livland aber tritt 1501 Walter von Heringen auf, der vom Ordensmeister Wolter von Plettenberg mit verschiedenen Dörfern belehnt wurde. Einem Enkel von Walter von Heringen, Theodor von Heringen, mussten die Lehen von den Polen bestätigt werden. Bernhard von Heringen erhielt 1547 vom Heermeister Hermann von Brüggenei und 1554 von Herrmeister Heinrich von Galen Güter im Rossitischen. Hermann Heringen war 1554 im Lemburgischen ansässig. Johann Heringen erhielt 1571 vom polnischen Administrator Chodkiewicz den nach der Familie benannten Heringshof, den seine Witwe, wiederverheiratet mit Georg von Vietinghoff, noch 1599 besaß. Ferner erscheint ein Gotthard Hering, der 1577 seine Güter im Lemburgischen verkaufte. Sein Sohn war Wolter von Heringen, vermählt mit einer Berg von Carmel, wiederum hatte einen Sohn namens Gotthard Wilhelm, der mit einer Maria von Buchholtz verheiratet war. Deren Sohn Johann Barthold von Heringen war königlich-polnischer Capitainleutnant und 1694 Erbherr auf Klein-Wirben in Kurland. Aus dessen Ehe mit Catharina Elisabeth von den Brincken gingen u. a. eine Tochter und ein Sohn hervor. Die Tochter war mit Dietrich von Brunnau († 1741) auf Wilckalln verheiratet. Der Sohn Hermann war 1745 Lehnsbesitzer auf Pauren. Noch im selben Jahrhundert erlosch die Familie.

## Wappen
Blasonierung: In Rot drei silberne Balken. Auf dem gekrönten Helm mit rot-silbernen Helmdecken ein silberner Hering zwischen einer roten (rechts) und einer silbernen Straußenfeder.
Abweichend spricht Anton Fahne von einem „bald rechts-, bald linksschräg, viermal gestreiften Schild.“